# Bacchisa discoidalis
Bacchisa discoidalis es una especie de escarabajo longicornio del género Bacchisa, tribu Astathini, subfamilia Lamiinae. Fue descrita científicamente por Thomson en 1865.

## Descripción
Mide 11 milímetros de longitud.

## Distribución
Se distribuye por Indonesia y Malasia.